# Andréi Selivanov
Andréi Nikoláyevich Selivanov (en ruso Андрей Николаевич Селиванов; 5 de agosto de 1847 - 15 de julio de 1917) fue un político y general ruso, notable por la captura de Przemyśl durante la I Guerra Mundial.

## Biografía
Selivanov sirvió en el Ejército ruso durante la guerra ruso-turca de 1877-1878 y en la guerra ruso-japonesa, ganando distinción en ambos conflictos. Selivanov sirvió como Gobernador General de Irkutsk entre 1906 y 1910 cuando se convirtió en miembro del Consejo de Estado de la Rusia Imperial.
En 1914 durante la I Guerra Mundial, Selivanov fue nombrado comandante de las fuerzas que asediaban Przemyśl. El sitio había empezado bajo el mando de Radko Dimitriev el 24 de septiembre de 1914. El Tercer Ejército de Dimitriev fue forzado a suspender las operaciones de asedio durante la ofensiva de Paul von Hindenburg contra Varsovia en 1914. Tras la derrota en la batalla del río Vístula, Hindenburg y sus aliados austríacos se retiraron y Dimitriev reanudó sus operaciones de asedio. Sin embargo el Tercer Ejército fue alejado del frente de Przemyśl. El General Selivanov entonces asumió el mando del asedio de las fuerzas rusas que fueron designadas como el Undécimo Ejército Ruso. Selivanov detuvo los ataques frontales que habían caracterizado los intentos rusos por someter la fortaleza.  Selivanov se propuso someter la guarnición por hambre. La derrota se hizo inevitable para los defensores cuando los esfuerzos austriacos de alivio dieron marcha atrás y el Undécimo Ejército de Selivanov invadió las defensas del norte de Przemyśl. Por la captura con éxito de Przemyśl, Selivanov recibió la Orden de San Jorge, 3.ª clase.
El 5 de abril de 1915, Selivanov renunció al ejército por problemas de salud y reanudó sus obligaciones en el Consejo de Estado. Murió el 15 de julio de 1917.